# 가수원도서관
가수원도서관은 대전광역시 서구 가수원동에 있는 구립 도서관이다.

## 연혁
- 1998. 01. 06 도서관 공사착공
- 2000. 02. 25 가수원도서관 개관
- 2002. 03. 22 전자정보실 개설

## 시설현황
- 1층: 도서전자자료실, 식당, 매점
- 2층: 어린이도서코너, 그림동화방, 이야기방, 도서 및 인터넷검색코너, 전산실, 관장실, 사무실
- 3층: 청소년열람실, 휴게실, 문화행사실
- 4층: 성인열람실, 문화행사방
- 5층: 회의실, 시청각실

## 이용 안내

### 휴관일
- 정기 휴관일 : 매주 월요일
- 법정 휴관일 : 국경일, 정부에서 정한 공휴일
- 임시 휴관일 : 도서관 사정으로 인한 휴관하는 날